# John Erskine (Eishockeyspieler)
John Erskine (* 26. Juni 1980 in Kingston, Ontario) ist ein ehemaliger kanadischer Eishockeyspieler, der im Verlauf seiner aktiven Karriere zwischen 1997 und 2014 unter anderem 530 Spiele für die Dallas Stars, New York Islanders und Washington Capitals in der National Hockey League auf der Position des Verteidigers bestritten hat.

## Karriere
Der 1,93 m große Verteidiger begann seine Karriere bei den London Knights in der kanadischen Juniorenliga Ontario Hockey League, bevor er beim NHL Entry Draft 1998 als 39. in der zweiten Runde von den Dallas Stars ausgewählt wurde.
Zunächst spielte der Linksschütze, der 2000 die Max Kaminsky Trophy als bester Verteidiger der OHL gewann, bei den Utah Grizzlies dem International-Hockey-League- bzw. später American-Hockey-League-Farmteam der Stars, in der Saison 2001/02 gab Erskine schließlich sein NHL-Debüt für Dallas.
Während der Spielzeit 2005/06 wurde John Erskine im Tausch gegen den finnischen Verteidiger Janne Niinimaa zu den New York Islanders transferiert, die seinen Vertrag nach einem Jahr nicht verlängerten, sodass er am 14. September 2006 als Free Agent von den Washington Capitals verpflichtet werden konnte. Nach einer Fußfraktur wurde der Kanadier von den Hauptstädtern auch in der AHL bei den Hershey Bears eingesetzt, gehörte jedoch später wieder dem NHL-Stammkader an. Nachdem er die Saison 2014/15 wegen einer Halsverletzung komplett verpasst hatte, wurde sein Vertrag nach Saisonende nicht verlängert. Schließlich zog er sich aus dem aktiven Sport zurück.

## Erfolge und Auszeichnungen
- 1998 OHL Second All-Rookie Team
- 2000 OHL First All-Star Team
- 2000 Max Kaminsky Trophy

## Karrierestatistik
(Legende zur Spielerstatistik: Sp oder GP = absolvierte Spiele; T oder G = erzielte Tore; V oder A = erzielte Assists; Pkt oder Pts = erzielte Scorerpunkte; SM oder PIM = erhaltene Strafminuten; +/− = Plus/Minus-Bilanz; PP = erzielte Überzahltore; SH = erzielte Unterzahltore; GW = erzielte Siegtore; 1 Play-downs/Relegation; Kursiv: Statistik nicht vollständig)